# Cezarina
Cezarina is een gemeente in de Braziliaanse deelstaat Goiás. De gemeente telt 7.832 inwoners (schatting 2009). De plaats ligt bij de rivier de Rio dos Bois.

## Verkeer en vervoer
De plaats ligt aan de radiale snelweg BR-060 tussen Brasilia en Bela Vista. Daarnaast ligt ze aan de wegen GO-156 en GO-545.